# Bromierz (Ostrzyca)
Bromierz – kolonia wsi Ostrzyca w Polsce, położona w województwie zachodniopomorskim, w powiecie goleniowskim, w gminie Nowogard. Nazwa kolonii pochodzi od imienia Bromir.
W latach 1975–1998 kolonia administracyjnie należała do województwa szczecińskiego.